# غلامرضا کیان
دکتر غلامرضا خان کیان (زاده ۱۲۸۵ خورشیدی وفات ۱۳۵۴ خورشیدی در قمشه (شهرضا)) اقتصاددان و از کارگزاران اقتصادی و قانونگذاران دوره پهلوی بود.
پدرش میرزا قاسم خان کیان از خوانین و مالکان عمده قمشه (شهرضا) بود. پس از تحصیل در مدرسه سیاسی تهران در نخستین گروه دانشجویان اعزامی به اروپا در سال ۱۳۰۷ به فرانسه رفت و پس از اخذ دکترای دولتی در رشته‌های حقوق و اقتصاد از دانشگاه پاریس به ایران بازگشت و در بانک ملی استخدام شد و همزمان دانشیار دانشگاه تهران بود.
کیان به معاونت اداره آمار و مطالعات اقتصادی بانک ملی منصوب شد و نخستین کارش انتشار نشریه بانک ملی به زبان فارسی و فرانسه بود. سپس به ریاست همین اداره رسید. در سال ۱۳۱۸ مدیر کل گمرک ایران و در سال ۱۳۲۰ عضویت هیئت مدیره بانک کشاورزی شد. یک سال بعد هم در دانشگاه به رتبه استادی ارتقا یافت و هم مدیر کل انحصار تریاک شد.
غلامرضا کیان در سال ۱۳۲۲ در انتخاب دوره چهاردهم مجلس شورای ملی نامزد نمایندگی شهرضا شد. انتخابات به دلیل اعتراض‌هایی نسبت به دخالت دولت که به محاکمه علی سهیلی نخست‌وزیر و وزیر کشورش سید محمد تدین انجامید متوقف شد. پس از تعطیلات نوروز ۱۳۲۳ انتخابات دوباره آغاز شد و کیان با کسب ۱۲۲۷۵ رأی از مجموع ۲۲۷۷۶ رأی که به صندوق‌ها ریخته شده بود، به مجلس راه یافت.

کیان در دوره‌های شانزدهم و هفدهم مجلس شورای ملی که با نخست‌وزیری دکتر مصدق همزمان شد نیز نماینده مجلس بود. 
پس از پایان نمایندگی‌اش به مشاغلی چون عضویت هیئت عالی تنظیم برنامه توسعه هفت ساله کشور، معاونت وزارت اقتصاد ملی، عضو هیئت مدیره شرکت بیمه، مدیر عامل سازمان بیمه‌های اجتماعی کارگران و معاونت پارلمانی نخست‌وزیر رسید.

## آثار
- اصول علم آمار
- محاسبات عمومی
- اصول علم مالیه
- سیاستهای بازرگانی و تجارت بین‌المللی